# Liste der Biografien/Zio
Liste der Biografien |
Portal Biografien |
Personensuche
# |
A |
B |
C |
D |
E |
F |
G |
H |
I |
J |
K |
L |
M |
N |
O |
P |
Q |
R |
S |
T |
U |
V |
W |
X |
Y |
Z |
?
 
Za |
Zb |
Zc |
Zd |
Ze |
Zf |
Zg |
Zh |
Zi |
Zj |
Zk |
Zl |
Zm |
Zn |
Zo |
Zr |
Zs |
Zu |
Zv |
Zw |
Zy |
Zz
 
Zia |
Zib |
Zic |
Zid |
Zie |
Zif |
Zig |
Zih |
Zij |
Zik |
Zil |
Zim |
Zin |
Zio |
Zip |
Zir |
Zis |
Zit |
Ziu |
Ziv |
Ziw |
Zix |
Ziy |
Ziz
Die Liste der Biografien führt alle Personen auf, die in der deutschsprachigen Wikipedia einen Artikel haben. Dieses ist eine Teilliste mit 27 Einträgen von Personen, deren Namen mit den Buchstaben „Zio“ beginnt.

## Zio

### Ziob
- Ziober, Jacek (* 1965), polnischer Fußballspieler
- Žiobienė, Edita (* 1973), litauische Juristin
- Ziobro, Jan (* 1991), polnischer Skispringer
- Ziobro, Zbigniew (* 1970), polnischer Politiker, Mitglied des Sejm, MdEP

### Ziog
- Žiogas, Jaunius (* 1973), litauischer Manager

### Ziok
- Ziok, Ilona, polnisch-deutsche Dokumentarfilmerin

### Ziol
- Ziółek, Władysław (* 1935), polnischer römisch-katholischer Bischof
- Ziolkewitz, Alexander, deutscher Fußballspieler
- Ziółko, Jerzy (1934–2020), polnischer Bauingenieur
- Ziółko, Mariusz (* 1946), polnischer Ingenieur
- Ziolko, Thomas (* 1972), deutscher Politiker (CDU), MdA
- Ziółkowska, Patrycia (* 1979), deutsche Schauspielerin
- Ziolkowski, Christoph (* 1991), deutscher Eishockeyspieler
- Ziółkowski, Jakub Julian (* 1980), polnischer Maler
- Ziolkowski, Konstantin Eduardowitsch (1857–1935), russisch-sowjetischer RaumfahrtpionierKonstantin Eduardowitsch Ziolkowski (1857–1935)

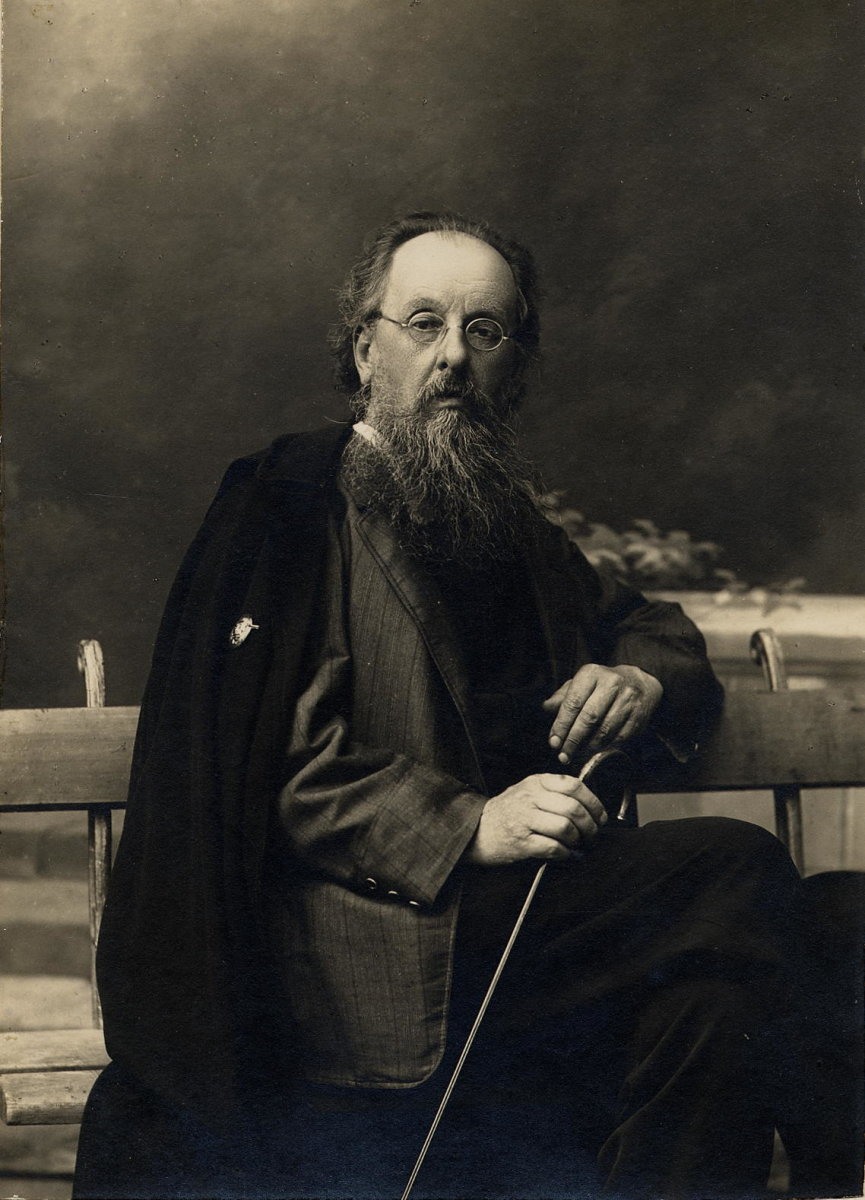
Konstantin Eduardowitsch Ziolkowski (1857–1935)

- Ziolkowski, Korczak (1908–1982), polnisch-amerikanischer Bildhauer und Möbeldesigner
- Ziółkowski, Szymon (* 1976), polnischer Leichtathlet und Politiker
- Ziolkowski, Theodore (1932–2020), US-amerikanischer Germanist und Literaturwissenschaftler
- Ziolkowski, Thomas (* 1989), deutscher Eishockeyspieler
- Ziółkowski, Zygmunt (1889–1963), polnischer Politiker

### Zion
- Zion, Roger H. (1921–2019), US-amerikanischer Politiker
- Zioncheck, Marion (1901–1936), US-amerikanischer Politiker

### Zior
- Ziörjen, Lars (* 1983), Schweizer Autor
- Ziörjen, Lothar (* 1955), Schweizer Politiker (BDP)

### Ziou
- Ziouani, Zahia (* 1978), französische Dirigentin
- Ziouech, Malika (* 1965), deutsche Künstlerin, Schauspielerin, Musikerin und Filmregisseurin
- Ziouti, Hicham (* 1985), französischer Boxer